# Gabriele Biello
Gabriele Biello (Isernia, 8 maggio 1931) è un politico italiano.

## Biografia
Nato a Isernia nel 1931, laureato in giurisprudenza, esercita la professione di avvocato, titolare di uno studio legale a Cassino.
Esponente alla Democrazia Cristiana, è stato per molti anni consigliere comunale nella sua città natale. In seguito alle dimissioni del sindaco Mario Lancellotta, è stato eletto sindaco di Isernia il 16 giugno 1977, rimanendo in carica fino al febbraio 1979.
In seguito alle comunali del 1980 è stato rieletto sindaco il 23 settembre, riconfermato poi nel 1985 per un altro mandato. Dimissionario, è stato sostituito il 23 febbraio 1987 da Angelo Michele Iorio.